# Quadrille (danse)
Pour les articles homonymes, voir Quadrille.

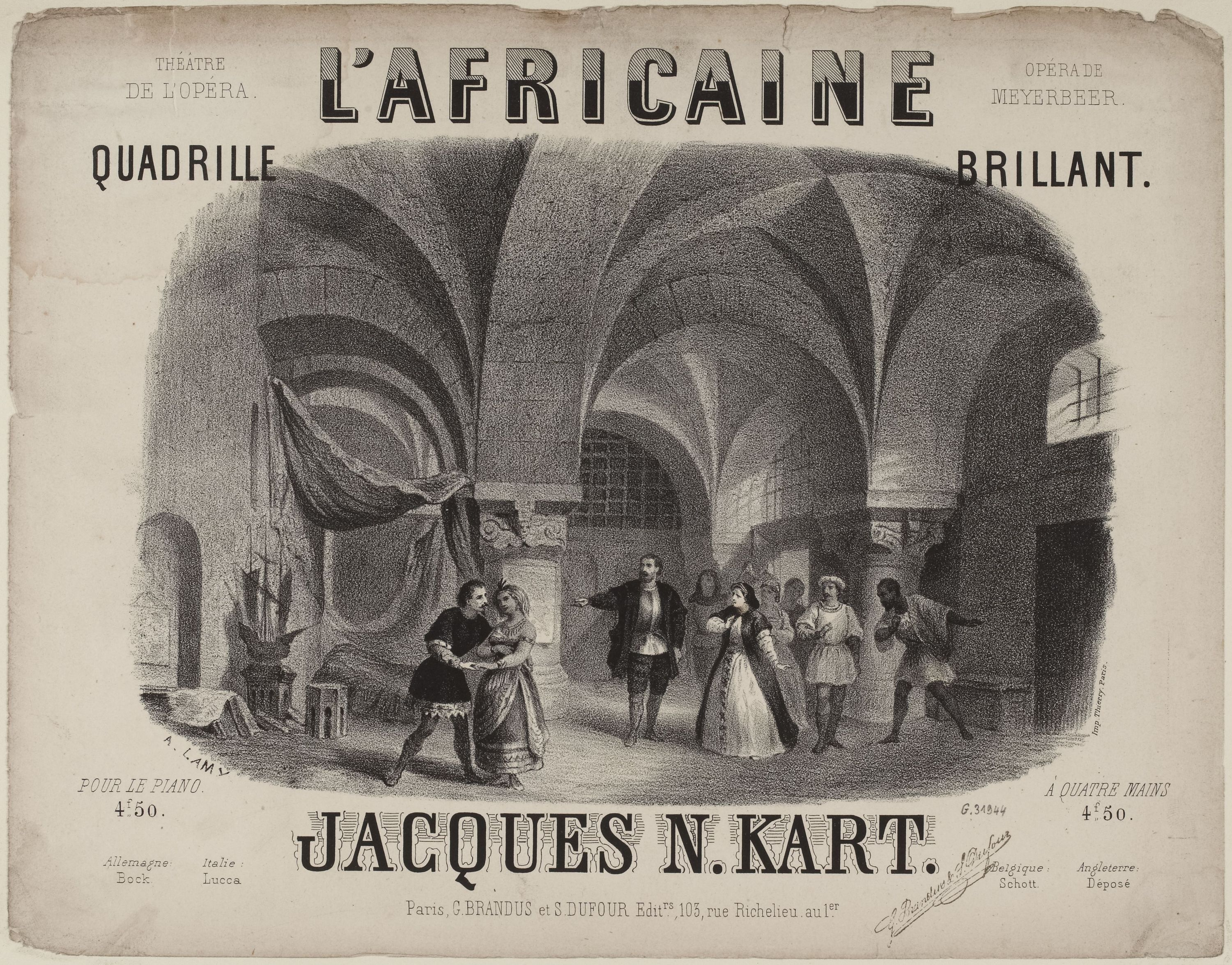
Quadrille l'Africaine, musée Carnavalet.

Héritier de l'ancienne contredanse française du XVIIIe siècle, le quadrille est une danse de bal et de salon en vogue du début du XIXe siècle à la Première Guerre mondiale.
Le quadrille est traditionnellement dansé par quatre couples formant un carré et se faisant face. Les couples effectuent des chorégraphies comprenant différents pas de danse, figures, et échanges de partenaires.
Aujourd’hui, le quadrille est dansé principalement au cours de manifestations folkloriques ou bals populaires, ou bien encore dans certaines soirées de prestige, bals viennois, soirées d’associations ou galas d’écoles militaires (École polytechnique, École royale militaire de Bruxelles).

## Définition
Pour le Grand Larousse du XIXe siècle (1866-1877), le mot « n’a fait que remplacer le terme de contredanse, dont on ne se sert plus depuis environ 40 ans, mais l’un et l’autre signifient exactement la même chose ». Jusque vers 1840, on parlait de « quadrille de contredanses » ; en 1847, Cellarius, dans sa Danse des salons, utilise le terme de « quadrille français » qui semble s’être, à cette date, définitivement imposé.
Le quadrille est directement issu de la contredanse française telle qu’elle était dansée au XVIIIe siècle. Dans son Répertoire des bals (1762), La Cuisse notait qu’une contredanse était dansée neuf fois, formant une sorte de refrain alternant avec neuf entrées différentes (grand rond, moulinet des dames, moulinet des cavaliers, allemande, etc.). Vers la fin du siècle, on se lassa de répéter neuf fois la même contredanse, et apparurent les pots-pourris qui, tout en gardant les neuf entrées, proposaient à la place du refrain, neuf contredanses différentes du répertoire connu. Le quadrille de contredanse qui se mit en forme sous le Consulat et le Premier Empire, reprit la même structure, mais bientôt les entrées furent abandonnées, laissant place à huit mesures d’introduction, durant lesquelles on ne dansait pas, précédant chacune des figures.
Le mot quadrille a des acceptions très diverses. Dans le domaine de la danse de bal, il correspond à deux notions différentes :
- Sous l’Empire et la Restauration, essentiellement, mais encore sous le Second Empire, il peut désigner une chorégraphie apprise par un nombre défini de participants et exécutée au cours d’un bal, à titre d’intermède (par exemple le quadrille des Incas, dansé au cours du bal du 11 février 1812 aux Tuileries, ou le quadrille de Marie Stuart dansé lors d’un bal chez la duchesse de Berry, aux Tuileries, le 2 mars 1829, ou encore le quadrille des abeilles, dansé, toujours aux Tuileries, en mars 1863). Ce type de divertissement valait avant tout par la richesse et l’originalité des costumes. Selon la reine Hortense[4], « un quadrille de société devait reposer uniquement sur l’éclat et sur l’élégance des costumes, l’harmonie des couleurs, le bon goût des danses et la perfection de l’ensemble. »
- Plus largement, le mot désigne la danse de bal par excellence en France durant tout le XIXe siècle, formée d’une suite de cinq figures :
  - le pantalon
  - l'été
  - la poule
  - la pastourelle (ou la trénis)
  - la finale (ou saint-simonienne)

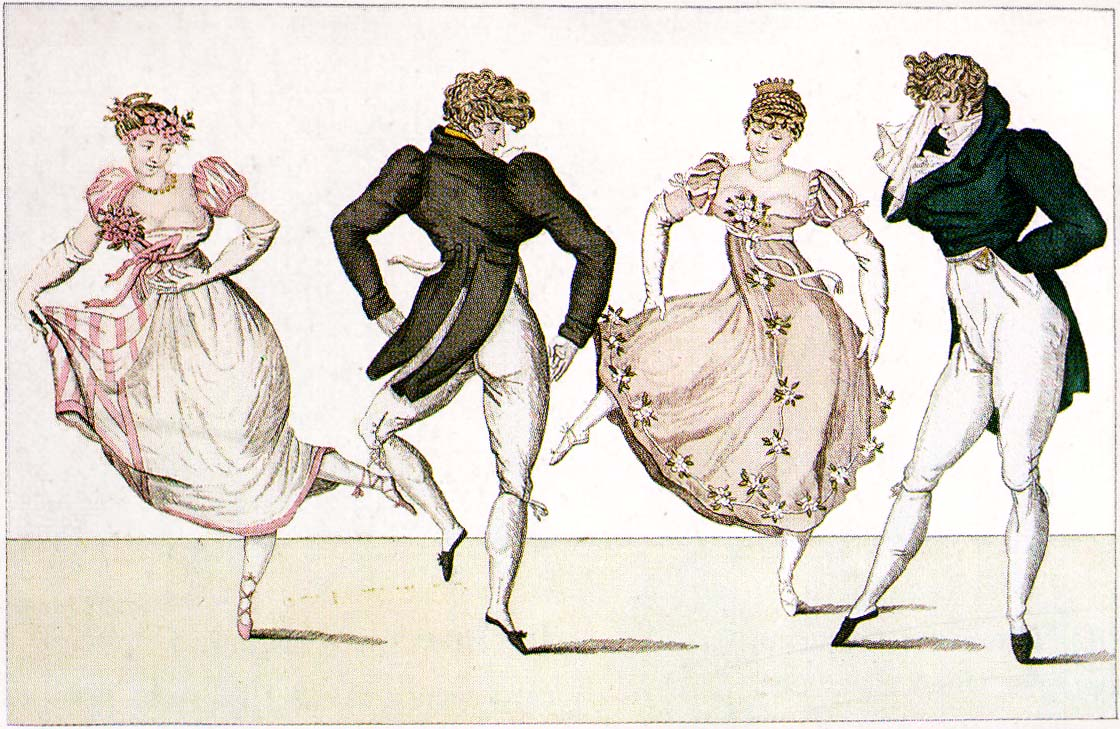
Figure de la trénis, Le Bon Genre (1805).
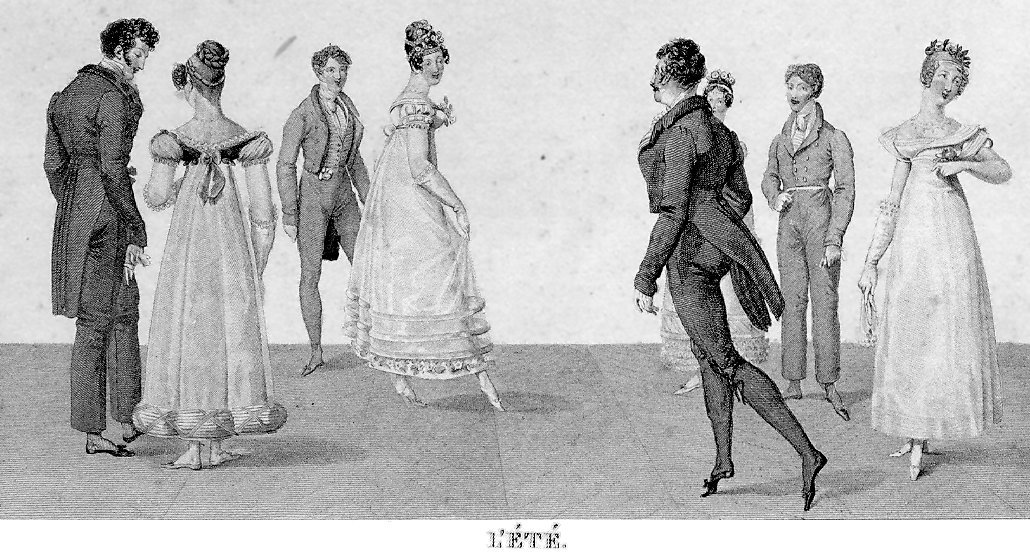
Figure de l'été (v. 1820).

## Le Quadrille français
À l’origine ni le nombre de contredanses ni leur choix n’étaient définis ; bientôt, leur nombre se fixa à cinq tandis que les trois premières figures devenaient quasi canoniques avec, dans l’ordre, le pantalon, l'été et la poule ; la quatrième figure fut plus longue à s’imposer et longtemps la pastourelle et la trénis se firent concurrence. Entre 1840 et 1850, la pastourelle triompha définitivement. La cinquième figure, ou finale n’était, au début, qu’une reprise de la figure de l’été, encadrée de chassés-croisés. Après l’introduction du galop en France, vers 1825, on la remplaça très souvent par la figure du galop, ou saint-simonienne, qui utilise le pas de galop.
Le quadrille français pouvait être dansé par quatre couples formant un carré, ou par deux couples se faisant face, formant quadrette ; les couples se répartissaient alors, suivant les dimensions de la salle, en une ou plusieurs doubles lignes.
Dansé pendant plus d’un siècle, le quadrille français évolua très sensiblement au cours de son histoire. Né au moment où les « beaux danseurs » faisaient la loi, il avait d’abord prescrit des pas savants permettant de briller lors des cavaliers seuls, des balancés ou des traversés ponctuant les différentes figures. Vers 1840, le quadrille n’était plus dansé, mais marché, comme le constate avec désabusement Cellarius : « Les cavaliers [...] se bornent, pour la plupart, à marcher le plus souvent avec nonchalance et sans presque se préoccuper de la mesure » (La Danse des salons, 1847).
Voici la description sommaire du quadrille français selon Brunet (1839) :
- Pantalon : Chaîne anglaise ; Balancé ; Tour de main ; Chaîne des dames ; Demi-promenade ; Demi-chaîne anglaise.
- Été : En avant-deux ; En arrière ; Chassé à droite ; Chassé à gauche ; Traversé ; Chassé à droite ; Chassé à gauche ; Retraversé ; Tour de main.
- Poule : Traversé ; Retraversé ; Balancé ; Demi-promenade ; En avant-deux ; Dos-à-dos ; En avant-quatre ; Demi-chaîne anglaise.
- Pastourelle : Cavalier en avant avec sa dame ; Deuxième fois en avant ; En avant-trois ; Deuxième fois en avant-trois ; Cavalier seul ; Deuxième fois cavalier seul ; Demi-rond ; Demi-chaîne anglaise.
- Trénis (« figure qui alterne avec la pastourelle ») : Cavalier avec sa dame en avant ; Deuxième fois en avant ; Traversé les trois ; Retraversé les trois ; Balancé ; Tour de main.
- Galopade (« figure finale de la contredanse ») : Rond du galop ; Cavalier en avant et en arrière avec sa dame ; Deuxième fois en avant et changer de dame en traversant ; Chaîne des dames ; En avant et en arrière avec les dames de vis-à-vis ; Deuxième fois en avant et reprendre sa dame en retraversant.

Ces figures composent le quadrille de la Vie parisienne.

### Les musiques du Quadrille français
Les musiques initialement composées pour les figures du quadrille avaient vite été remplacées par de nouvelles compositions adaptées aux figures préexistantes. Bientôt, à côté de compositions originales, on prit l’habitude de puiser dans les opéras ou les ballets à la mode des motifs qu’on adaptait au découpage préétabli. Guillaume Tell, Les Huguenots ou Don Carlos, Le Postillon de Lonjumeau, La Belle Hélène ou La Fille de madame Angot, Coppélia, Faust ou Carmen fournirent ainsi des motifs au quadrille dont les musiques devaient constamment être renouvelées.
Les compositeurs de quadrilles les plus notables sont[réf. nécessaire] :
- sous le Premier Empire : Louis-Julien Clarchies (1769-1814)
- sous la Restauration : Hubert Collinet (1797-1867) et Henry Lemoine (1786-1854)
- sous la monarchie de Juillet : Jean-Baptiste-Joseph Tolbecque (1797-1869), Louis-Antoine Jullien (1818-1860) et Philippe Musard (1792-1859), le « Napoléon du quadrille »
- sous le Second Empire : Isaac Strauss (1806-1888), le « Strauss de Paris »
- sous la Troisième République : Olivier Métra (1830-1889).

## Le cancan
Dans les bals publics, le quadrille français allait connaître une transformation radicale. Les figures, simplifiées, n’en vinrent bientôt plus qu’à aligner des suites d’avant-deux et de traversés durant lesquels danseurs et danseuses improvisaient des pas débridés. On désigna bientôt cet avatar du quadrille sous les noms de chahut ou cancan. Né dans les bals étudiants du quartier latin, à la fin de la Restauration, le cancan se répandit bientôt dans tous les bals publics parisiens ; sous le Second Empire, il était devenu une attraction pour les visiteurs étrangers.

## Autres quadrilles
À partir du Second Empire on vit apparaître de nouveaux quadrilles qui alternaient, au cours des bals, avec le quadrille français. Le seul qui s’imposa longuement est le quadrille des lanciers, apparu en France en 1856 (mais créé quarante ans plus tôt, à Dublin, par un maître à danser français). Il est formé de cinq figures (tiroirs, lignes, saluts, moulinets, lanciers) et fut dansé régulièrement jusqu’à la dernière guerre mondiale. Il l’est encore sporadiquement et notamment, en démonstration, chaque année au Bal de l’X.
Le quadrille du prince impérial, le quadrille des variétés parisiennes, le quadrille des dames, le quadrille russe sont d’autres quadrilles apparues sous le Second Empire. Ils requièrent tous des musiques spéciales.
Durant les années 1870 furent créés plusieurs quadrilles qui pouvaient se danser sur la musique de n’importe quel quadrille français, comme le polo, le quadrille américain (1879) et même le triangle, quadrille pour trois couples. Dans les bals, les danseurs pouvaient donc danser, sur la même musique, l’un ou l’autre de ces quadrilles, et même mélanger les figures des uns et des autres. Le quadrille américain semble avoir souvent remplacé le vieux quadrille français dans les bals privés à la fin du siècle.

### Enregistrements audio pour danser le quadrille des lanciers
Le tableau suivant fournit, dans l'ordre de danse, les fichiers audio des cinq figures du quadrille des lanciers:
| # | Figure                                   | Fichier audio |
| - | ---------------------------------------- | ------------- |
| 1 | Quadrille des lanciers - 1 les tiroirs   |               |
| 2 | Quadrille des lanciers - 2 les lignes    |               |
| 3 | Quadrille des lanciers - 3 les moulinets |               |
| 4 | Quadrille des lanciers - 4 les visites   |               |
| 5 | Quadrille des lanciers - 5 les lanciers  |               |

### Instructions pour la danse des quadrilles «les lanciers» et «la vie parisienne»
Cf cette numérisation :
Ce fichier indique les origines de ces deux quadrilles dansés en France, puis décrit leurs figures précisément, de sorte qu'il est possible pour un quadrille de novices (au moins quatre couples sont nécessaires) d'apprendre ses deux quadrilles en utilisant la musique du paragraphe précédent (pour le quadrille des lanciers tout au moins).

## Folklorisation du répertoire
Le processus de folklorisation du quadrille dans les milieux populaires pendant la deuxième moitié du XIXe siècle a profondément transformé le paysage de la danse traditionnelle en Europe et au-delà. Les versions populaires du quadrille ou de certaines de ses figures ont essaimé un peu partout, par exemple en donnant naissance au large répertoire de contredanses (comme l’avant-deux) de l’Ouest de la France, au répertoire de set dancing irlandais et de set carré québécois, ou encore en transformant le répertoire existant (avec des danses comme les crouzades dans le centre de la France).

### Quadrille corse
Le quadrille corse (U quadrigliu corsu) est la seule danse folklorique pratiquée de façon populaire de nos jours en Corse,.

### Quadrille aux Antilles

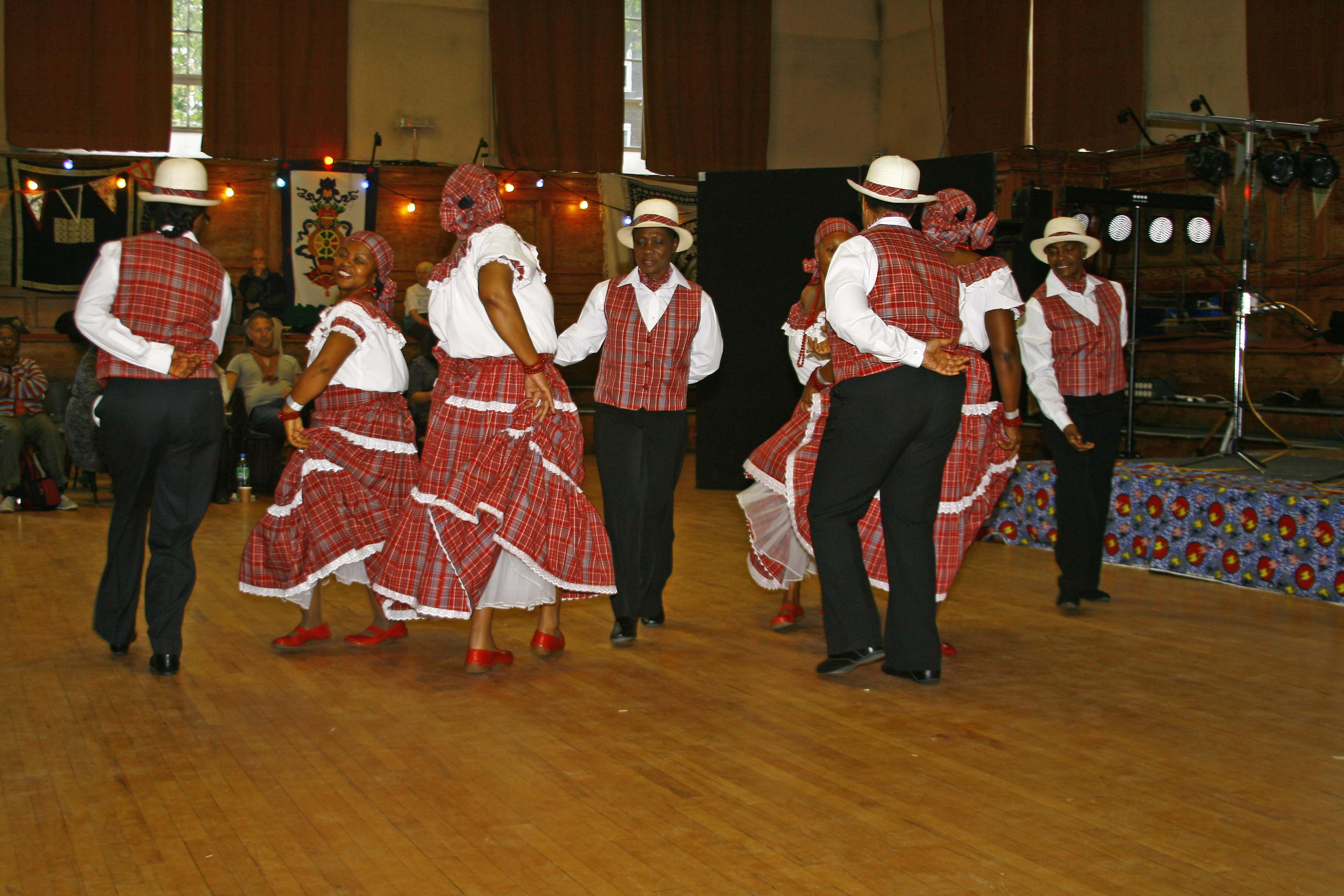
Un quadrille dansé par des membres de la communauté jamaïcaine de Londres.

Les contredanses ont été apportées par les colons européens au XVIIIe siècle. D'abord dansées par la bourgeoisie, le mode de diffusion localement, et leur évolution, sont encore discutés, mais ces contredanses ont été adoptées par d’autres milieux (esclaves, classes populaires, milieu rural) qui ont alors influencé la rythmique, les instruments (ajout de percussions comme le tambour de basse) et le déroulé,.
On retrouve encore actuellement des figures principales du quadrille avec le pantalon, l'été, la poule, la pastourelle, mais aussi d'autres figures comme la biguine. Ces figures sont annoncées et rythmées par un chanteur "commandeur" qui débute traditionnellement par « Cavaliers aux Dames ! » pour que les danseurs invitent leur danseuse. Ce quadrille créole a toujours pour nom "Haute Taille", évoquant la forme des robes de bal de la bourgeoisie fin XVIIIe , début XIXe siècle.

## Le quadrille de nos jours

### En France
En France, le quadrille était encore fréquemment dansé durant la première partie du XXe siècle, notamment dans les bals des cercles militaires ainsi que dans les pensionnats de jeunes filles. En 1988, Alain Riou et Yvonne Vart ont relancé ces quadrilles en les reconstituant avec les danseuses et danseurs de leur groupe de recherche Révérences, puis en les diffusant par la suite à d'autres associations de danses anciennes lors de stages et par des vidéos.
Depuis 1991, le quadrille des lanciers est repris au Bal de l'X (soirée de prestige organisée par les anciens et actuels élèves de l'École polytechnique).
Le Bal des Parisiennes, bal viennois de Paris, permet de danser le quadrille lors de chaque édition, à minuit, respectant ainsi la tradition des bals de Vienne,.
Le quadrille est toujours dansé dans des bals en Corse,, et on le retrouve aussi en Guyane, Martinique, Guadeloupe et à la Réunion,.

### À l'étranger
Le quadrille est dansé dans plusieurs bals en Autriche et en Bavière (Münchner Française). La tradition viennoise a maintenu un quadrille à six figures (pantalon, été, poule, trénis, pastourelle et finale) ; il est le plus souvent dansé sur la musique de La Chauve-souris de Johann Strauss fils.
Le quadrille est dansé chaque année par les élèves de l’École royale militaire de Bruxelles, lors du bal annuel de l’école.
Un quadrille à 5 figures nommé « Lancier » est toujours dansé au Danemark aux bals de fin d'année des lycées du pays[réf. souhaitée].
Il est également dansé lors du Quadrille Ball (en) organisé à New York par la Germanistic Society of America, une association favorisant l'échange entre étudiants américains et allemands.
On retrouve également certaines figures avec un nom français dans les danses des plus grands carnavals brésiliens de l'état de Pernambuco.

### Ouvrages historiques et traités de danse
- La Cuisse, Le Répertoire des bals : Théorie pratique des contredanses, Paris, Cailleau, 1762.
- Brunet, Théorie pratique du danseur de société, Paris, 1839.
- Henri Cellarius, La Danse des salons, Paris, 1847.
- Le Monde illustré, Musée des Théâtres - Le Quadrille du Prince impérial, Paris, 18 décembre 1858.
- Eugène Giraudet, La Danse, la tenue, le maintien, l’hygiène & l’éducation, Paris, s.d. [1897].
- Eugène Giraudet, Méthode moderne de danse et d'éducation. Tenue, maintien, callisthénie, usage et coutumes, cotillon, jeux de société, Paris, Société de la Gaieté française, s.d.
- Eugène Giraudet, Traité de la danse, tome II. Grammaire de la danse et du bon ton, Paris, 1900.
- Frédéric Masson, Les Quadrilles à la cour de Napoléon Ier, Paris, 1904.

### Ouvrages modernes
- Jean-Michel Guilcher, La Contredanse. Un tournant dans l’histoire française de la danse., Paris, Centre national de la danse et Éditions Complexe, coll. « Territoires de la danse », 2004 (1re éd. 1969), 240 p. (ISBN 978-2-87027-986-1, lire en ligne).
- Simonne Voyer, La Danse traditionnelle dans l'Est du Canada : Quadrilles et cotillons, Québec, Presses de l'Université Laval, coll. « Ethnologie de l'Amérique française », 1986, 509 p. (ISBN 2-7637-7001-0, lire en ligne).
- Alexandre Dratwicki et Cécile Duflo, « Divertissements de cour et quadrilles d’apparat sous l’Empire et la Restauration (1800-1830) », Revue de musicologie, 90, no 1, juillet 2004, p. 5-54 .
- (en) Ellis Rogers, The Quadrille, a practical guide to its origin, development and performance, C & E Rogers, 2003, 276 p. (ISBN 978-0-9546344-0-7).